# Чжунду

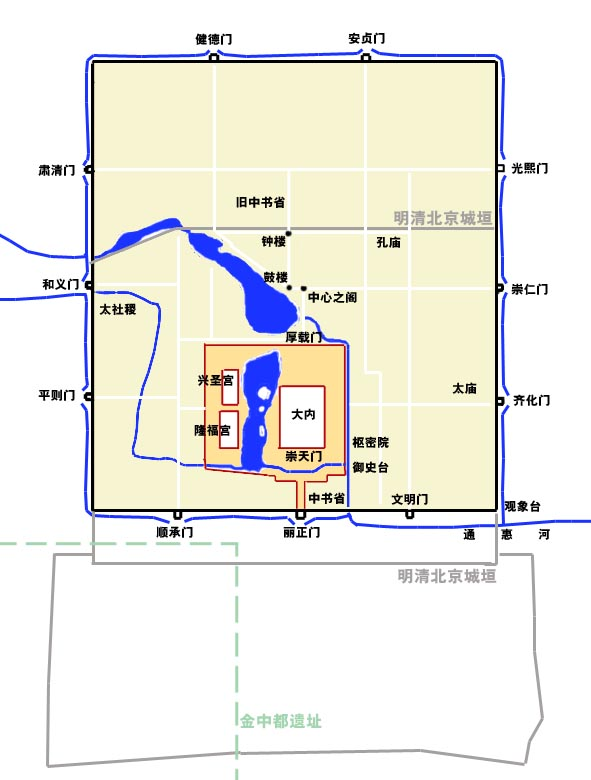
План монгольского Ханбалыка. Место, где находился Чжунду, обозначено зелёным пунктиром в левом нижнем углу.

Чжунду (кит. 中都, букв. «Центральная столица») — столичный город чжурчжэньского государства Цзинь. Располагался на территории современного пекинского района Сюаньу.

## История
После того, как цзиньский военачальник Ваньянь Дигунай убил императора Си-цзуна и сам занял трон, то в четвёртом месяце третьего года правления под девизом «Тяньдэ» (1151 год) он издал эдикт о переносе столицы из Шанцзина в Наньцзин. Отстроить новую столицу император поручил министрам Чжан Хао и Су Баохэну. Взяв за основу планировку северосунской столицы Бяньлян, они полностью перестроили Наньцзин, расширив его на восток, запад и юг. Два года спустя строительство, в котором участвовало до 800 тысяч рабочих и до 400 тысяч солдат, было завершено, и в третьем месяце пятого года правления под девизом «Тяньдэ» (1153 год) состоялся официальный перенос столицы. Город при этом был переименован из «Наньцзин» («Южная столица») в «Чжунду» («Центральная столица»), а его полным официальным наименованием стало Чжунду Дасинфу (кит. 中都大兴府). Цзинь скопировало существовавшую в предшествующем ему государстве Ляо систему из пяти столиц, и помимо Центральной столицы в нём были ещё Северная (современный уезд Нинчэн, что в Чифэне во Внутренней Монголии), Южная (современный Кайфэн), Восточная (современный Ляоян) и Западная (современный Датун) столицы.
В 1215 году Чжунду был взят войсками Чингисхана. Монголы полностью уничтожили город. Полвека спустя хан Хубилай построил в этих местах свою столицу Ханбалык.

## Описание
Город имел вид прямоугольника, периметр которого, согласно современным обмерам, составлял около 20 км. Стены сегодня возвышаются на 4,5 м при толщине в основании 18,5 м. Сеть улиц делила внутреннюю часть города на районы и кварталы, 12 ворот в крепостной стене являлись естественными окончаниями проспектов. Внутри столицы был построен внутренний город, стены которого (с пятью воротами) тянулись примерно на 5,5 км. На территории внутреннего города располагались императорский дворец и важнейшие государственные учреждения. В самом городе было много дворцов, храмов, палат и торговых заведений. Один из источников того времени так описывает Чжунду:
Стены по периметру достигали 75 ли; 12 ворот — с каждой стороны по трое… Южные ворота цитадели имели надвратную многоэтажную башню. Зрелище внушительное. Трое ворот стоят в одну линию… По углам высятся многоярусные башни. Черепица на них глазурированная, золочёные гвозди, красные двери, пять ворот стоят друг за другом.

В 1192 году министр при беседе с императором сказал, что столица 
величественна и красива, внутри и вне её много садов и рощ для рассеяния дум царских, а поблизости в горах и около вод есть звери и птицы, которых достаточно для упражнения в охоте.